# Gerhard vom Rath

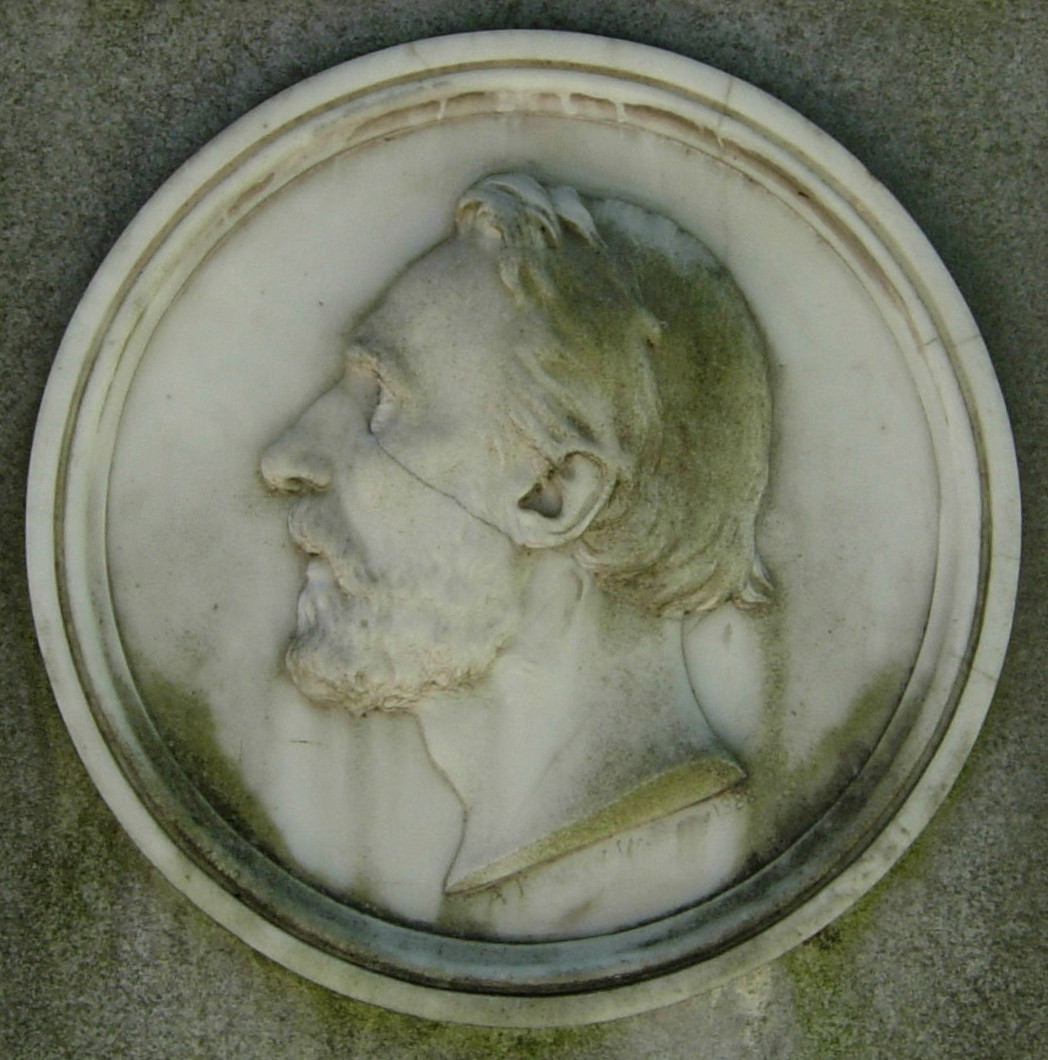
Gerhard vom Rath, Marmor-Medaillon von Albert Küppers

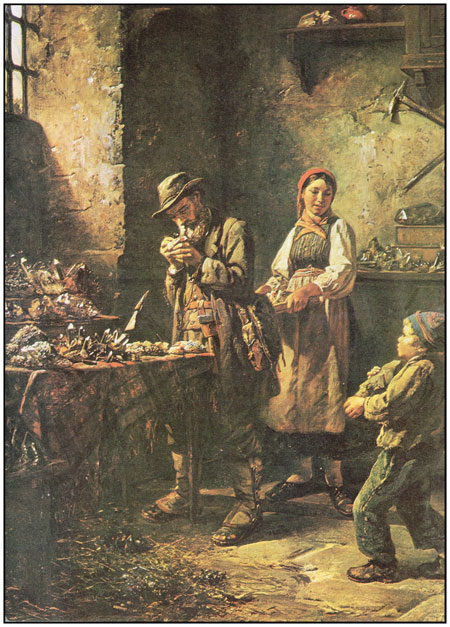
Gemälde „Der Mineraloge“ von Raphael Ritz (1829–1894); zum Gedenken an Gerhard vom Rath

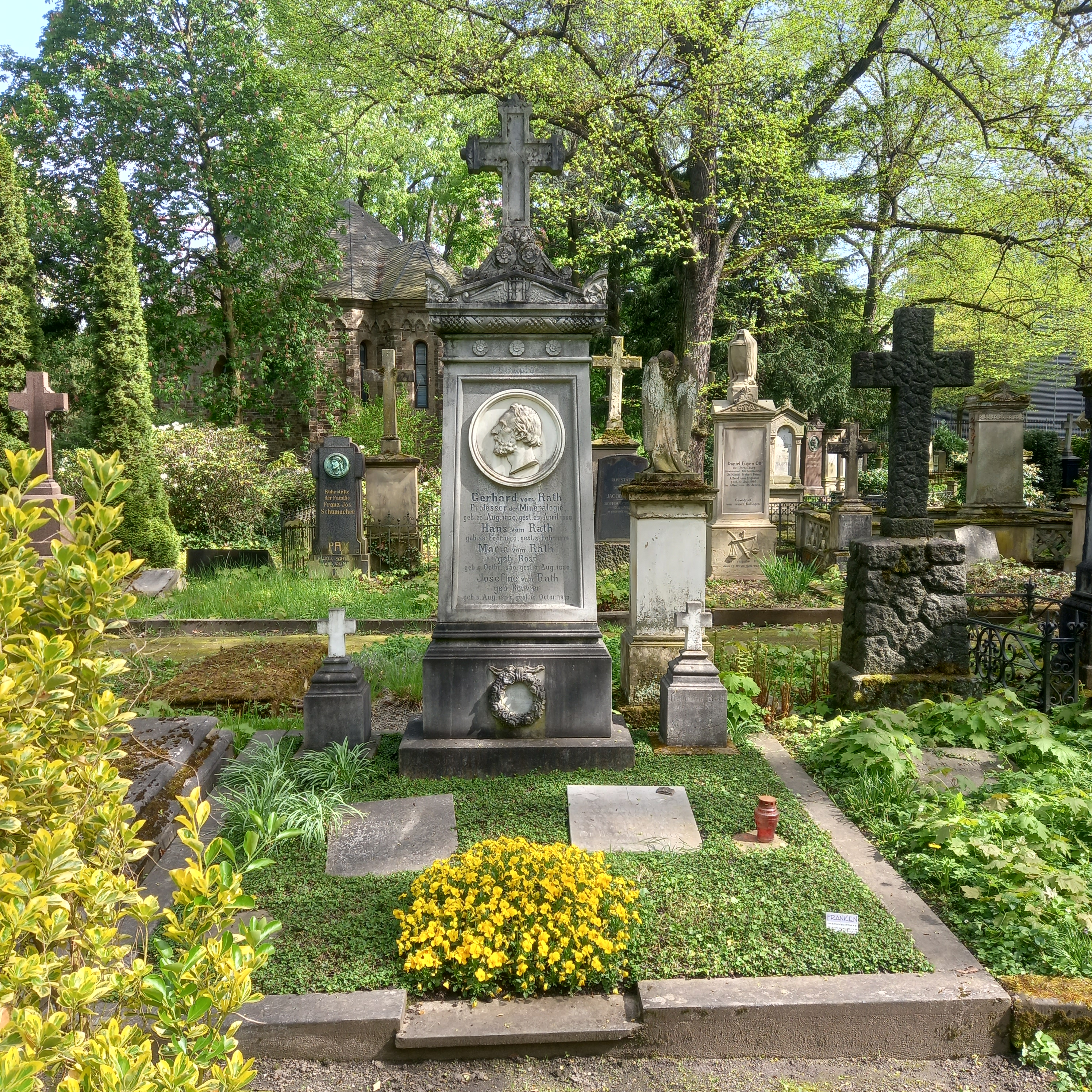
Das Grab von Gerhard vom Rath und seiner Ehefrauen Maria geborene Rose und Josefine geborene Bouvier im Familiengrab auf dem Alten Friedhof in Bonn

Johann Jacob Gerhard vom Rath (* 20. August 1830 in Duisburg; † 23. April 1888 in Koblenz) war ein deutscher Mineraloge und Geologe.

## Leben und Wirken
Gerhard vom Rath kam am 20. August 1830 als zweites Kind des Zuckerfabrikanten Johann Peter vom Rath (1795–1866) und seiner Ehefrau Philippina (Phily) Merrem (1801–1887) zur Welt. Getauft wurde er vier Tage nach seiner Geburt in der Duisburger Salvatorkirche.
Da seine Familie aus wirtschaftspolitischen Gründen 1834 nach Köln übersiedelte, besuchte Gerhard vom Rath das dortige Marzellengymnasium (heute Dreikönigsgymnasium), wo er 1848 das Abitur ablegte. Anschließend studierte er in Bonn, Genf und Berlin Mineralogie und Geologie. Seine Promotion als Doktor der Philosophie erhielt er am 9. Juli 1853 in Berlin. Drei Jahre später habilitierte er sich in Bonn, wurde dort 1863 zunächst außerordentlicher und ab 1872 ordentlicher Professor der Mineralogie und Geologie. Von 1872 bis 1880 leitete er als Direktor das mineralogische Museum der Uni Bonn.
Seine Arbeiten betrafen verschiedene Zweige der Kristallographie und Geologie. Viele neue Minerale wie unter anderem Jordanit (1864), Marialith (1866), Tridymit (1867), Newberyit (1879), Cristobalit (1884), Fiedlerit (1887) und die Vanadinit-Varietät Endlichit wurden von ihm erstmals beschrieben. Zudem wies er die kubische Symmetrie von Leucit nach und untersuchte namentlich die verschiedenen Spezies der Feldspatfamilie und die Eruptivgesteine (Vulkanite).
Weiterhin beschrieb vom Rath mehrere neue Gesteinstypen wie beispielsweise Tonalit und Augitsyenit. Zudem lieferte er Abhandlungen über das vulkanische Rheinland, namentlich das Siebengebirge und den Laacher See, die Schweiz, Tirol, Italien, Norwegen, Elba, die Euganeen, Toskana, Kalabrien, Sizilien, Ungarn und Siebenbürgen. Das Material zu diesen Arbeiten sammelte er auf wiederholten Reisen, und als weitere Früchte der letzteren lieferte er auch landschaftliche und soziale Skizzen.
Im Gegensatz zu seinen beruflichen Erfolgen war seine familiäre Situation von Schicksalsschlägen gezeichnet. Er heiratete am 6. August 1858 Maria Rose, die Tochter von Gustav Rose aus Berlin (1830–1880). Aus dieser Ehe gingen drei Söhne hervor, die jedoch alle im Kindesalter starben. Vor allem der Tod seines ersten und hochbegabten Sohnes Hans, der mit 13 Jahren an Diphtherie starb, traf ihn schwer. Die beiden anderen Kinder starben noch im Jahr ihrer Geburt. Seine Frau selbst erkrankte an einem schleichenden, unheilbaren Rückenmarksleiden, an dem sie schließlich 1880 starb.
Drei Jahre später heiratete Gerhard vom Rath Maria Magdalena Josefine Bouvier (1847–1913). Diese Ehe blieb jedoch kinderlos. Das Grab von Gerhard vom Rath befindet sich auf dem Alten Friedhof in Bonn.

## Mitgliedschaften und Ehrungen
1870 ernannte ihn die Bayerische Akademie der Wissenschaften zum korrespondierenden Mitglied. 1871 wurde er als korrespondierendes Mitglied in die Preußische Akademie der Wissenschaften und 1880 in die Russische Akademie der Wissenschaften in Sankt Petersburg aufgenommen. Im Jahr 1880 wurde er ebenfalls zum Mitglied der Leopoldina und zum korrespondierenden Mitglied der Göttinger Akademie der Wissenschaften gewählt.   
Ein 1896 durch Heinrich Adolph Baumhauer erstmals beschriebenes Mineral erhielt Rath zu Ehren den Namen Rathit. Auch die Pflanzengattung Rathea H.Karst. aus der Familie der Palmen (Arecaceae) ist nach ihm benannt.

## Werke
- Ein Ausflug nach Kalabrien (Bonn 1871)
- Über das Krystallsystem des Leucits 1. August 1872, Gesammtsitzung der Akademi (online verfügbar bei der Bayerischen Staatsbibliothek)
- Über den Granit. Habel, Berlin 1878 (Digitalisat)
- Über das Gold (Berlin 1879) (Digitalisat)
- Naturwissenschaftliche Studien. Erinnerungen an die Pariser Weltausstellung (Bonn 1879). Vgl. Laspeyres, Gerh. v. R., eine Lebensskizze (Bonn 1888).
- Siebenbürgen. Winter, Heidelberg 1880. (Digitalisat)
- Durch Italien und Griechenland nach dem Heiligen Land. 2 Bände. Winter, Heidelberg 1882. (Digitalisat)
- Arizona, das alte Land der Indianer. Winter, Heidelberg 1885.
- Pennsylvanien. Geschichtliche, naturwissenschaftliche und soziale Skizzen. Winter, Heidelberg 1888. (Digitalisat)